# Grand contournement de Paris

Die Große Umfahrung im Vergleich mit den Autobahnringen von Paris im Zentrum

Grand contournement de Paris, ‚Große Umfahrung von Paris‘, bezeichnet eine Kette von Autobahn- und Nationalstraßenstrecken, die zusammen auch als vierter Autobahnring um Paris bezeichnet werden und dabei den dritten Autobahnring der Francilienne in großem Abstand von 80 km bis 200 km umschließen. Weiter innen liegt die Ringautobahn Autoroute A 86 mit einem Abstand zur Notre Dame von 8 bis 16 km und dem Boulevard périphérique, der direkt auf der Stadtgrenze von Paris verläuft.
Die Grundlage der Großen Umfahrung bildet die zentralistische Struktur Frankreichs, bei der nahezu alle Wege darauf ausgerichtet sind, von und nach Paris zu führen. So muss auch Straßenverkehr, der gar nicht in die Region Île-de-France hinein will, dennoch dorthin fahren und über einen der Autobahnringe den Anschluss in eine abgehende Autobahn finden. Mit der Großen Umfahrung kann jedoch von einer auf eine andere auf Paris ausgerichtete Autobahn gewechselt werden, ohne in den staugeplagten Pariser Raum einzufahren.
Die erste Variante verläuft bis auf den mit der zweiten Variante gemeinsamen Abschnitt östlich von Paris in den anderen drei Himmelsrichtungen bis auf 80 Kilometer an Paris heran. Die zweite Variante ist fast ringförmig und läuft dabei in einem Abstand von 140 (nördlicher Abschnitt) bis 240 (südlicher Abschnitt) Kilometern um Paris. Ursprünglich sollten die Planungen, den Nationalstraßenabschnitt Troyes–Auxerre–Bourges durch eine Autobahn zu ersetzen, bis Ende 2006 abgeschlossen sein, nach Verzögerungen und einer Reihe von Einsprüchen wurden die Planungen im Mai 2008 jedoch fallen gelassen.

## Erste Variante
- (Troyes – Sens)
- (Sens – Artenay)[1 1]
- N 154 /  (Artenay – Chartres – Dreux – Évreux – Val-de-Reuil)[1 2]
- (Val-de-Reuil – Rouen)
- N 31 (Rouen – Beauvais – Reims)
- (Reims – Troyes) (gemeinsamer Abschnitt „mit zweiter Variante“)[1 3]

1. ↑  bei Artenay via  zur N154
2. ↑  Dreux – Évreux via N 12
3. ↑  Reims – Châlons-en-Champagne via

## Zweite Variante
Die komplette Länge der zweiten Variante beträgt knapp 1115 Kilometer und die Mautkosten betragen 67,80 Euro (Stand: 1. Oktober 2011). Bis 2025 sollte die A 26 bis zur A 71 bei Bourges verlängert werden und dabei die N 77 und N 151 als Teil des Grand contournement ersetzen. Gegenwärtig ist der Bau zurückgestellt, da das gegenwärtige und zu erwartende Verkehrsaufkommen einen kurzfristigen Ausbau nicht nötig macht. Weiterhin ist es geplant die durch Rouen unterbrochene A 28 zu verbinden.
- N 77 (Troyes – Auxerre)
- N 151 (Auxerre – Bourges)
- (Bourges – Vierzon)
- (Vierzon – Saint-Aignan – Tours)[2 1]
- (Tours – Le Mans – Alençon – Rouen – Neufchâtel-en-Bray)[2 2]
- (Neufchâtel-en-Bray – Amiens – Saint-Quentin)[2 3]
- (Saint-Quentin – Reims – Troyes)[2 4]

1. ↑  bei Tours via
2. ↑  bei Le Mans via  / durch Rouen  – N 138 – N 338 – N 28
3. ↑  bei Amiens via
4. ↑  Reims – Châlons-en-Champagne via

PKW-Fahrer können zwischen Auxerre und Vierzon über die D 965 und D 926 über Bonny-sur-Loire (LKW-Durchfahrverbot) die Strecke etwas abkürzen.